# اچ‌ام‌اس شارک (۱۹۱۲)
اچ‌ام‌اس شارک (۱۹۱۲) (به انگلیسی: HMS Shark (1912)) یک کشتی بود که طول آن ۲۶۷ فوت ۶ اینچ (۸۱٫۵۳ متر) بود. این کشتی در سال ۱۹۱۲ ساخته شد.